# シスターフッド (フェミニズム)
シスターフッド（英語: sisterhood）とは、女性同士の連帯や絆を示す概念である。

## 歴史
シスターフッドという語は、1960年代にアメリカ合衆国から始まった女性解放運動のウーマン・リブで使われた。1968年、キャシー・サラチャイルドは「シスターフッド・イズ・パワフル」(Sisterhood is powerful) というスローガンを掲げてデモ行進した。その後、#MeToo運動などがきっかけとなり、シスターフッドは再び社会に広まった。
肌の色、宗教、年齢、性的指向、身体的な特徴など、個人が持つ属性の違いから、シスターフッドが弱まるという一面もある。そこで生まれる差別に気づくために、インターセクショナリティという概念が提唱された。

## 日本
ファッション雑誌『ELLE』は、2020年4月号で「"女たちの絆"がキーワード」と掲げて、「春の映画、百花繚乱!」特集を組んだ。そこでは、女性の映画監督であるグレタ・ガーウィグによってリメイクされた『若草物語』や、ボンドウーマンが登場する『007/ノー・タイム・トゥ・ダイ』など、20代から70代までの女性をヒロインとする映画が取り上げられた。
文芸雑誌『文藝』は、2020年秋季号で「覚醒するシスターフッド」特集を組んだ。同雑誌に掲載された8つの短編は、新たに2つの短編を加えて、2021年に『覚醒するシスターフッド』の題名で単行本化された。
著作家の王谷晶は、2020年のインタビューにおいて、ソーシャル・ネットワーキング・サービスの存在が「シスターフッドの大衆化」に寄与しているのではないか、と述べている。

## 大衆文化
映画批評においては、『アナと雪の女王』（2013年）や『マッドマックス 怒りのデス・ロード』（2015年）といった作品の商業的な成功により、シスターフッドの概念が定着していった。
シスターフッドを描いた作品として、映画『テルマ&ルイーズ』（1991年）、テレビドラマ『虎に翼』（2024年）がある。

## 関連文献
- 「特集1 覚醒するシスターフッド」『文藝』、河出書房新社、2020年秋季号。
- 治部れんげ (2021年10月18日). “そのシスターフッドは特権の上に成り立っていないか～ますます重要性を増す「交差性（インターセクショナリティ）」について考える～”. Harper's BAZAAR. 2025年5月12日閲覧。